# Paróquia Matriz Nossa Senhora da Expectação
A Paróquia Matriz Nossa Senhora da Expectação do Ó (mais conhecida como Paróquia Nossa Senhora do Ó ou Igreja Matriz de Nossa Senhora do Ó) é uma igreja da cidade de São Paulo, no Brasil. Está localizada no bairro da Freguesia do Ó, sendo a sede do setor episcopal de mesmo nome, parte da região episcopal da Brasilândia, conforme divisão da Arquidiocese de São Paulo.
É a segunda paróquia mais antiga da cidade, depois da paróquia de Nossa Senhora da Assunção e São Paulo (que abrange a Catedral Metropolitana da Sé), tendo sido instalada em 1796. De acordo com Arquidiocese de São Paulo, a igreja recebe a cada fim de semana aproximadamente 1600 fiéis.

## História
Em 1610, o bandeirante Manuel Preto solicitou à sede da paróquia da vila de São Paulo autorização para erguer uma capela em honra de Nossa Senhora do Ó, que deu nome ao lugar. Manuel e sua esposa, Águeda Rodrigues, após obterem despacho favorável, em 29 de setembro de 1615, ao requerimento de provisão que fizeram, pelo motivo de não poderem cumprir suas obrigações religiosas na vila, juntamente com sua gente, iniciaram a construção da capela dedicada à virgem sob a denominação de Nossa Senhora da Esperança ou da Expectação.
Um século e meio depois, em 1796, foi inaugurada a nova igreja dedicada à Virgem do Ó, construída onde hoje se situa o "Largo da Matriz Velha", e se tornou Paróquia pelo alvará de constituição de 15 de setembro de 1796, concedido pela Rainha de Portugal.
Em janeiro de 1901, foi inaugurada a atual igreja, que foi construída em razão do incêndio que destruiu a antiga igreja no Largo da Matriz Velha. No novo Largo da Matriz, encontramos uma edificação que remonta ao começo do século XIX. Em 1947, a área no entorno da igreja sofre alterações, quando foram criadas ruas para circulação de carros.

### Relíquias
Entre as relíquias guardadas na igreja, estão o documento de doação do terreno pela família real portuguesa e uma imagem de Santo Antônio de Categeró.
A construção também é famosa por seus magníficos vitrais, com imagens de santos e passagens bíblicas. Em 2011, a sua fachada passou por uma reforma. Gastaram-se na época cerca de 350 mil reais, subsidiados pela subprefeitura da Freguesia/Brasilândia.